# Sufyān al-Thawrī
Sufyān al-Thawrī ibn Said (en arabe: سفيان بن سعيد الثوري) (716–778) est un érudit musulman.

## Biographie
Connu pour sa grande piété, il ne dormait que très peu la nuit du fait de ses prières et de sa recherche de la science religieuse. Il naquit à Koufa et il vécut de nombreuses années à Bassorah et au Yémen pour échapper aux autorités religieuses abbassides. Il fonda une école de droit qui ne rencontra pas un grand écho au sein de la communauté musulmane. Il était très modeste. Nombreuses sont les fois où ce noble homme a dû interrompre sa prière à cause de l'abondance de ses pleurs. Il mourut à Bassorah en 778. On ne doit pas le confondre avec Sufyān ibn Uyayna, natif lui aussi de Koufa, et qui vécut dans la même période mais se fixa et enseigna à La Mecque.

## Soufyân ath-Thawrī et l'interprétation
Comme de nombreux imams de sa génération (salaf), Soufyân Ath-Thawri a eu recours à l'interprétation (ta'wîl), qui consiste à se détourner d'un sens qui impliquerait d'attribuer à Dieu un sens indigne, pour un sens qui est en accord avec la croyance sunnite et la langue arabe. Pour exemple, concernant la parole de Allâh : {koullou chay-in hâlikoun illâ Wajhah} -Soûrat Al-Qasas verset 88 -[qui signifie : « Tout disparaîtra sauf Son wajh (sa face)»] Soufyân Ath-Thawri a dit : c’est-à-dire sauf ce par quoi l’on recherche l’agrément de Allâh dans les actes de bien. »,